# ウェサン島の海戦 (1781年)
ウェサン島の海戦（ウェサンとうのかいせん、英：Battle of Ushant、仏：Bataille d'Ouessant）または（第二次ウェサン島の海戦、英：Second Battle of Ushant）は、アメリカ独立戦争中の1781年12月12日、ウェサン島（フランスの北西端にあたるイギリス海峡入り口のフランス領の島）の南西150マイル（240km）でフランス護送船団とイギリスの艦隊の間で行われた海戦。

## 戦闘
東インドと西インドに増援と物資を運ぶフランスの護送船団は1781年12月10日、ド・グッシェン伯率いる戦列艦19隻（ド・グッシェン直率14隻+西インド方面への増援5隻）からなる艦隊に護衛されてブレストから出航した。戦列艦13隻（50門艦1隻を含む）のイギリス艦隊は「ヴィクトリー」座乗のリチャード・ケンペンフェルト少将がこれを指揮し、予想された護送船団を阻止するために出撃した。彼らは12月12日にフランス船団を視認するが、護衛の艦隊については、それが強化されていることを発見しただけで戦闘には至らなかった。ド・グッシェンの艦隊は船団の風下にいたため、部隊と物資を運んでいたフランス輸送船をイギリス艦隊が18隻も拿捕したにもかかわらず、救援に行くことができなかった。

## 戦闘後の動向
ケンペンフェルトの戦力は19隻ものフランス護衛艦隊を攻撃するには不十分だった。しかしイギリスにとって幸いなことに、輸送船団はイギリス艦隊を避けるためにあえて北大西洋の嵐のシーズンに出帆するリスクを冒しており、そのため海戦後まもなく強風の中で分散し、大部分が港に戻らざるを得なくなった。西インド諸島を目ざした護送船団のうち、わずか戦列艦2隻と輸送船5隻のみが目的地に到着し、4月のセインツの海戦に間に合うことができた。海戦のニュースがイギリスにとどいたとき、議会の野党は輸送船団に対してそのようなわずかな戦力しか送らなかったことをとがめ、海軍の運営について公式な調査を要求した。これに続く野党による一連の政府攻撃により、ノース卿の内閣は1782年3月20日に倒れるに至った。そしてそれはアメリカ独立戦争の終結をもたらす1783年のパリ条約への道を切り開くことにもなった。